# Austis
Austis est une commune italienne de la province de Nuoro, dans la région Sardaigne.

## Administration
| Période                                  | Période | Identité | Étiquette | Qualité |
| ---------------------------------------- | ------- | -------- | --------- | ------- |
|                                          |         |          |           |         |
| Les données manquantes sont à compléter. |         |          |           |         |

### Communes limitrophes
Neoneli, Nughedu Santa Vittoria, Olzai, Ortueri, Sorgono, Teti, Tiana.

### Évolution démographique
Habitants recensés